# Vilhelm Carlberg
Vilhelm Carlberg, 5. dubna 1882 – 10. října 1970, byl švédský sportovní střelec, trojnásobný olympijský vítěz z 6. letních olympijských her 1912 ve Stockholmu. Kromě toho získal na olympiádách 1908, 1912 a 1924 ještě čtyři stříbrné medaile, bronzová medaile za soubojovou pistoli z r. 1906 nepatří do přehledu olympijských úspěchů, protože se tehdy nejednalo o oficiální olympijské hry. Soutěží se účastnil i Vilhelmův bratr – dvojče Eric.
Kromě svých olympijských úspěchů se Vilhelm Carlberg stal r. 1913 mistrem světa ve střelbě z pistole na 50 m v Camp Perry (USA) před Američanem Lanem a Švédem Casimirem Reuterskjöldem.

## Vilhelm Carlberg na olympijských hrách

### Olympijské hry 1908 – Londýn

#### Malorážkajednotlivci – 50 a 100 yardů
Prezentovalo se 19 závodníků z 5 zemí a převahu prokázali Britové, zvítězil Arthur Carnell před Harry Humbym a [[George Barnes (sportovní střelec)]|George Barnesem]], Vilhelm Carlberg obsadil 10. místo jako nejlepší z mimobritských střelců.

#### Malorážka družstva – 50 a 100 yardů
Soutěžila tři družstva po čtyřech závodnících. Za vítěznými Brity skončilo družstvo Švédska ve složení Vilhelm Carlberg, Frans Albert Schartau, Johann Hübner von Holst a Eric Carlberg. Třetí byli Francouzi.

#### Malorážka jednotlivci na pohyblivý cíl – 25 yardů
Celkem se prezentovalo 22 závodníků z 5 zemí. Všichni medailisté byli Britové: 1. John Fleming, 2. Maurice Matthews, 3. William Mardsen. Vilhelm Carlberg byl těsně za svým bratrem Erikem na 17. místě.

#### Malorážka jednotlivci na mizící cíl – 25 yardů
Startovalo 22 závodníků z pěti zemí, Vilhelm Carlberg jako nejlepší cizinec skončil sedmý. Zvítězil William Kensett Styles před Haroldem Hawkinsem a E. J. Amoorem.

#### Libovolná pistole vstoje – jednotlivci, 50 yardů
43 závodníků ze sedmi zemí střílelo a zvítězil Paul van Asbroeck z Belgie před krajanem R. Stormsem a Američanem J. E. Gormanem. Vilhelm Carlberg obsadil 20. místo.

#### Libovolná pistole vstoje – družstva, 50 yardů
Závodilo 7 týmů, tj. 28 závodníků, zvítězily USA před Belgií a Velkou Británií, Švédsko s Vilhelmem Carlbergem obsadilo 5. místo za Francií.

### Olympijské hry 1912 – Stockholm

#### Malorážka jednotlivci – 50 m
V soutěži závodilo 41 střelců z 9 zemí, zvítězil Američan Frederick Hird, před krajanem Williamem Milnem a Britem Harry Burtem. Vilhelm Carlberg obsadil 21. místo.

#### Malorážka družstva – 50 metrů
Šest družstev závodilo v soutěži, která skončila obdobným výsledkem jako na předchozích hrách v Londýně, jen Francouzi byli odsunuti na nemedailové 4. místo Američany. Stříbrní Švédové stříleli v sestavě Vilhelm Carlberg, Arthur Nordenswan, Eric Carlberg a Ruben Örtegren.

#### Malorážka jednotlivci na mizící cíl – 25 m
Soutěže se účastnilo 36 závodníků z 8 zemí a Vilhelm Carlberg v ní získal jednu ze svých zlatých medailí. Za ním skončil J. Hübner von Holst, třetí byl další Švéd Gustaf Ericsson.

#### Malorážka družstva na mizící terč – 25 m
Švédové triumfovali i v soutěži družstev na mizící cíl v sestavě Vilhelm Carlberg, J. Hübner von Holst, Eric Carlberg a Gustav Boivie. Za nimi skončila Velká Británie, třetí USA. Celkem soutěžila 4 družstva, tj. šestnáct střelců.

#### Vojenská pistole družstva – 50 m
Pět čtyřčlenných týmů absolvovalo soutěž, v níž zvítězily USA, Švédové ve složení George de Laval, Eric Carlberg, Vilhelm Carlberg a Erik Boström obsadili druhé místo, třetí byli Britové.

#### Libovolná pistole jednotlivci – 50 m
V soutěži se prezentovalo 54 závodníků z 12 zemí, zvítězil Alfred Lane před P. Dolfenem a Britem Ch. E. Stewartem. Vilhelm Carlberg se polepšil proti minulé olympiádě a skončil na 16. místě.

#### Soubojová pistole jednotlivci – 30 m
V této kategorii soutěžilo 42 závodníků z deseti zemí. Vilhelm Carlberg obsadil až 15. místo, když zvítězil Alfred Lane z USA před Paulem Palénem ze Švédska a dalším Švédem J. Hübnerem von Holstem. Bratr Eric obsadil 6. místo.

#### Soubojová pistole družstva – 30 m
Soutěž sedmi čtyřčlenných týmů přinesla další zlatou medaili pro Švédsko s Vilhelmem Carlbergem, Erikem Carlbergem, J. Hübnerem von Holstem a P. Palénem. Druhé bylo Rusko, třetí Velká Británie.

### Olympijské hry 1924 – Paříž

#### Automatická pistole jednotlivci – 25 m
Po dvanácti letech se Vilhelm Carlberg vrátil na olympiádu a získal stříbrnou medaili za Američanem Paul Baileym a před Finem L. Hanneliem.